# Плужнікова Валентина Дмитрівна
Валентина Дмитрівна Плужнікова (нар. 7 липня 1996, Хмельницький, Україна) — українська оперна співачка (мецо-сопрано).

## Життєпис
Народилася 7 липня 1996 року у місті Хмельницький. У трирічному віці почала вивчати гру на піаніно.
Навчалася у Хмельницькій школі мистецтв (диригентсько-хоровий і фортепіанний відділи). Після успішного закінчення школи, навчалася у Хмельницькому музичному училищі на вокальному й фортепіанному відділах. 2021 року закінчила магістратуру вокального факультету Національної музичної академії України ім. Петра Чайковського (клас доцента Геннадія Кабка). Продовжила навчання за програмою Lindemann Young Artist Development Program у США. Accademia Teatro alla Scala (Мілан, Італія 2021—2023), Metropolitan Opera Lindemann Young Artists Program (Нью-Йорк, США 2019—2021), Akademia Operowa -Teatr Wielki Opera Narodowa (Варшава, Польща, 2017—2019), Young Singers Project-Salzburg Festival (Зальцбург, Австрія, 2019), «Corso d'Opera»(Кортона, Італія, 2018).
Виступає на провідних оперних сценах світу та є лауреатом багатьох міжнародних вокальних конкурсів.
У січні 2024 року Львівська опера відмовилась від співпраці із Плужніковою через її участь у виставах з російськими артистами. Виставу «Кармен», де Плужнікова мала виконувати головну партію, скасували.
Валентина Плужнікова відповіла на звинувачення Львівської опери .
Монастирська Людмила Вікторівна висловила думку з цього приводу "...мені здається, не треба змушувати сьогодні українських артистів добровільно йти з проєктів, до яких раптом «затесався» артист з РФ. Поясню: Україна оперна і без того у світі представлена мінімально. Припустимо, ти відмовляєшся від проєкту, принципово не бажаючи співати з громадянином країни-агресора на одній сцені, і що в результаті? Проєкт продовжує існувати, але вже за відсутності в ньому України. Ба більше, на наше місце організатори можуть покликати знов-таки росіян.
Мені здається, навпаки, ми маємо за будь-якої слушної нагоди виходити на сцену та відстоювати українську вокальну школу, демонструвати свою блискучу майстерність і раз-у-раз доводити факт того, що в Україні є чудові оперні співаки.
Ми — українці, і ми мусимо нести себе з високо піднятою головою. Не можна втрачати жодного шансу це зробити. Україна сьогодні у тренді, і кожен якісний прояв її громадян нам на користь. Його помічають. Відмовитися простіше простого, а от домогтися того, щоб тебе покликали виступити на серйозній сцені — часом це варте всього життя артиста."
30 червня 2024 року Валентина Плужнікова виконала партію Кармен на сцені Національний театр опери та балету Республіки Молдова 

## Нагороди
- 2017 — Міжнародний фестиваль-конкурс «Перлини мистецтва» (Київ) — I премія[13]
- 2018 — XXIV Міжнародний конкурс співаків ім. Ферруччо Тальявіні (Австрія) — дипломант
- 2018 — III Міжнародний конкурс ім. Єви Мартон (м. Будапешт, Угорщина) — дипломант та володарка спеціального призу фестивалю Bartok Plus Opera
- 2019 — XXIX Міжнародний конкурс оперних співаків ім. Іріс Адамі Корадетті (Падуя, Італія) — лауреат II премії
- 2019 — V премія Міжнародного конкурсу оперних співаків ім. Франциско Віньяся (Барселона, Іспанія)